# Кальська-Воля
Кальська-Воля (пол. Kalska Wola) — село в Польщі, у гміні Чарноцин Пйотрковського повіту Лодзинського воєводства.
Населення — 134 особи (2011).
У 1975-1998 роках село належало до Пйотрковського воєводства.

## Демографія
Демографічна структура станом на 31 березня 2011 року:
|          | Загалом | Допрацездатний вік | Працездатний вік | Постпрацездатний вік |
| -------- | ------- | ------------------ | ---------------- | -------------------- |
| Чоловіки | 66      | 14                 | 46               | 6                    |
| Жінки    | 68      | 13                 | 40               | 15                   |
| Разом    | 134     | 27                 | 86               | 21                   |